# Franz Pelikan
Franz Pelikan (Bécs, 1925. november 6. – 1994. március 21.) osztrák labdarúgó. Kapus volt, az osztrák válogatott tagjaként világbajnoki bronzérmet szerzett.

## Pályafutása
Huszonegy éves korától tizenkét éven át volt az osztrák élvonalbeli Admira Wacker kapusa. Pályafutása végén rövid ideig védett még a Wiener AC csapatában is, majd visszatért az Admirához, és ott fejezte be pályafutását.
A válogatottban 1947-ben debütált Magyarország ellen. Következő év tavaszán az Európa Kupa utódjának számító Dr. Gerö-kupa sorozatában – a korszakban még ritkának számító módon – csereként állt be Walter Zeman helyére. Részt vett az 1948-as londoni olimpián is, ő védett az osztrákok egyetlen mérkőzésén, a későbbi győztes svédek elleni vereség alkalmával. Az 1950-es években még néhány barátságos meccsen védte a válogatott kapuját.

## Mérkőzései a válogatottban
| #    | Dátum              | Helyszín | Ellenfél     | Végeredmény | Megjegyzés | Esemény       |
| 1947 | 1947               | 1947     | 1947         | 1947        | 1947       | 1947          |
| ---- | ------------------ | -------- | ------------ | ----------- | ---------- | ------------- |
| 1.   | 1947. május 4.     | Budapest | Magyarország | 2–5         |            | barátságos    |
| 1948 |                    |          |              |             |            |               |
| 2.   | 1948. május 2.     | Bécs     | Magyarország | 3–2         | 73'        | Dr. Gerö-kupa |
| 3.   | 1948. július 11.   | Solna    | Svédország   | 2–3         |            | barátságos    |
| 4.   | 1948. augusztus 2. | London   | Svédország   | 0–3         |            | olimpia       |
| 1953 |                    |          |              |             |            |               |
| 5.   | 1953. március 25.  | Dublin   | Írország     | 0–4         |            | barátságos    |
| 1954 |                    |          |              |             |            |               |
| 6.   | 1954. május 9.     | Bécs     | Wales        | 2–1         |            | barátságos    |
| 1956 |                    |          |              |             |            |               |
| 7.   | 1956. április 15.  | Bécs     | Brazília     | 2–3         |            | barátságos    |